# Cycle ZnO/Zn

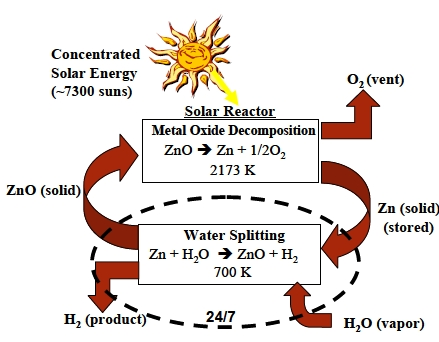
Cycle thermochimique du zinc

Le cycle ZnO/Zn, parfois également écrit cycle Zn/ZnO, est un procédé thermochimique de production d'hydrogène par craquage de l'eau faisant intervenir l'oxyde de zinc ZnO et le zinc élémentaire Zn qui sépare l'oxygène et l'hydrogène de l'eau de manière séquentielle à travers deux systèmes rédox :
2 ZnO ⟶ 2 Zn + O2↑ ;
Zn + H2O ⟶ ZnO + H2↑.
La première des deux réactions est une thermolyse endothermique à une température de 1 800 à 1 900 °C dans une tour solaire ou un héliostat concentrant la lumière du soleil ; la seconde réaction est une hydrolyse exothermique à une température d'environ 450 °C dans un réacteur à catalyse hétérogène.
L'intérêt de ce type de procédé de craquage de l'eau en deux étapes, qui était à l'étape expérimentale début 2021,, est de produire l'hydrogène et l'oxygène de manière indépendante, ce qui dispense de devoir les séparer dans un dispositif commun et limite les risques d'explosion.
Ce procédé a été mis en œuvre par l'expérience Solzinc de l'Institut Paul Scherrer, en Argovie (Suisse), qui relève du domaine des EPF. Afin d'abaisser la température de thermolyse de l'oxyde de zinc, jusqu'à 15 % molaires de carbone peut être ajouté à ce dernier, ce qui permet d'abaisser la température d'opération aux environs de 1 200 °C mais en libérant du monoxyde de carbone :
ZnO + C ⟶ Zn + CO↑.
L'efficacité du procédé était de 30 % dans l'installation pilote de l'Institut Weizmann à Rehovot, en Israël, taux pouvant théoriquement être porté à 60 % en optimisant les réactions. L'hydrogène produit est utilisé pour produire de l'énergie par combustion, tandis que le zinc peut être employé dans des piles à combustible zinc-oxygène pour produire de l'électricité. Quelques essais utilisant ces concepts à grande échelle ont été réalisés.